# یریم (شهر)
 یریم  شهری است از توابع استان اِب در کشور یمن در شبه جزیره عربستان. آثار شهر (أطلال ظفار) پایتخت قدیمی دولت حمیر که در قرن سوم میلادی بر پابوده درپایهٔ کوه یریم باقی مانده‌است. این شهر در سر راه ارتباطی شهر صنعاء از شمال، وراه جنوبی تَعِز واقع می‌باشد. ارتفاع شهر یریم از سطح دریا ۲۶۲۳ قدم است. در دوران گذشته شهر یریم یکی از بناگاهای قشون (عبد علی بن عواض) بوده. آثار قلعهٔ بزرگی در ضلع شمالی شهر در قلهٔ کوه (جبل قیس) به چشم می‌خورد.